# Toni Pichler
Toni Pichler (* 27. Oktober 1963 in Zell am See) ist ein ehemaliger Vorstand und Manager des Salzburger Fußballvereines SV Austria Salzburg.

## Leben
Pichler, Sohn des ehemaligen Bürgermeisters von Zell am See hat eine Ausbildung zum Fernmeldetechniker in Zell am See absolviert und im zweiten Bildungsweg an der HAK-Abendmatura teilgenommen. Im Jahr 1999 wurde er vom Präsidenten des SV Casino Austria Salzburg, Rudi Quehenberger zum Marketingleiter bei SV Austria Salzburg berufen. In den ersten Jahren dieser Tätigkeit arbeitete Pichler parallel bei der Vermarktungsagentur Telemundi in Monte Carlo und Wien. Im Jänner 1993 übernahm Pichler die Agenden des Geschäftsführers für Marketing/Administration und Organisation beim SV Casino Austria Salzburg.
Im Frühjahr 1994 eröffnete er den ersten österreichischen Fanshop im Stadion Lehen. In den Jahren 1993 bis 1997 organisierte er 27 Europapokalspiele für den SV Casino sowie SV Wüstenrot Austria Salzburg. 
Im Sommer 1997 wechselte Pichler zur Kirch-Gruppe, um die digitale Plattform DF1 aufzubauen. Im Herbst 1998 ging er zum Magna-Konzern von Frank Stronach und übernahm dabei die Position die Geschäftsführers in der SMI  und der Sport Wetten GmbH. Im Jänner 2000 übernahm er nach dem Eigentümerwechsel in der Salzburg Sport AG die Agenden des Alleinvorstandes und im März 2000 wurde er zum Obmann von Austria Salzburg gewählt. Toni Pichler führte die Position bis März 2003 aus. Während dieser Zeit traf er Vorbereitungen, um ein neues Stadion für die Fußball-Europameisterschaft 2008 zu errichten. Bei der Eröffnung des Europameisterschaftsstadions erhielt Pichler vom Franz Schausberger einen Ehrenbecher für besondere Verdienste um das Land Salzburg. Auf eigenen Wunsch hin beendete Pichler am 31. Dezember 2003 seinen Vorstandsjob.
Seit Jänner 2004 ist er als selbständiger Unternehmensberater mit dem Schwerpunkt Projektmanagement, Außenhandelswirtschaft und Marketingmanagement tätig. Weiters begründete Toni Pichler 2006 die Plattform „Sport Business Österreich“ und initiierte die Verleihung des Diskus Award.